# Jeja Sundström
Gertrud Agneta Jeja Sundström, tidigare Gertrud Agneta Sundström, född 27 september 1943 i Stensele församling i Lappland, är en svensk trubadur och skådespelare.

## Biografi
Sundström växte upp i Storuman som dotter till avdelningschefen Per Sundström och dennes hustru Inez, född Pettersson. I barndomen sjöng Sundström i skolkören och kyrkokören hemma i Storuman. Hon spelade gitarr, piano och sjöng visor men tänkte inte satsa på någon artistkarriär. I stället hamnade hon som telefonist på Televerket i Storuman. Hon flyttade till Stockholm 1962 där hon fortsatte inom Televerket.
1963 anmälde hon sig till talangtävlingen Flugan och gick till final, hon fick smak för att uppträda inför publik och kom att bli en flitig gästartist på Vispråmen Storken i Stockholm. Hon gav ut några EP-skivor med schlagers i mitten av 1960-talet och spelade in sitt första visalbum Ulf-Peder Olrog på Jejas sätt 1965, tolkningar av Ulf Peder Olrogs visor.
Artist på heltid blev hon inte förrän 1971 då hon ingick i gruppen "Visor och bockfot" med Stefan Demert (hennes sambo under 8 år), Sid Jansson och Björn Ståbi. 
Samarbetet med Stefan Demert fortsatte under hela 1970-talet och pågick med jämna mellanrum ända fram till dennes död 2018. Hon var ordförande i Yrkestrubadurernas förening 1975–1976.
Hon har också framträtt flitigt i radio bland annat som sommarpratare, och som sångerska i radioprogrammet Visan vi inte minns tillsammans med Margareta Kjellberg och Peder Svan. I början av 1980-talet deltog hon i det populära underhållningsprogrammet Gäster med gester där hon fick visa prov på sin komiska fantasi.
Revydirektören Tjadden Hällström engagerade henne för rollen som flygvärdinna i farsen Far och flyg på Skandiateatern i Norrköping 1991, mer fars blev det på Intiman i Stockholm 1997 där hon spelade rådmansfrun i Spanska flugan.
Jeja Sundström tilldelades Nils Ferlin-Sällskapets trubadurpris 2001. Flera av hennes mest kända inspelningar finns återutgivna på samlingsplattan Musik vi minns 2001.

## Diskografi
- 1965 – Ulf Peder Olrog på Jejas sätt
- 1972 – Jejas jörpa
- 1973 – På begäran: Violen från Flen och andra visor av Ulf Peder Olrog
- 1973 – YTF på Gröna Lund (med hela YTF)
- 1975 – Jeja & Stefan (med Stefan Demert)
- 1978 – Sidensammettrasalump (med Stefan Demert)
- 1979 – Sockerdrick - Swänska pekoral (med Bengt Sändh)
- 1980 – Visan vi inte minns (med Margareta Kjellberg och Peder Svan)
- 1981 – Gustaf Fröding vol 3 (med Torgny Björk)
- 1981 – Till Anna (med Stefan Demert)
- 1984 – Folknöjet (med Demert och andra artister)
- 1993 – Tjugofyra Ruben Nilson (med Demert och andra artister)
- 1998 – Fredmans sånger (med andra artister)
- 1998 – Stjärnorna kvittar det lika (med Torgny Björk)
- 2001 – Visor & o-visor
- 2001 – Musik vi minns: Jeja Sundström (samling)
- 2004 – Visituder (med Ove Engström och Pär Sörman)

## Filmografi
- 1995 – Bert – den siste oskulden
- 2005 – Parasiten

## Priser och utmärkelser
- 2001 – Nils Ferlin-Sällskapets trubadurpris [4]
- "Lappland Hall of Fame" [5]
- 2019 - Svenska Vispriset [6]
- 2020 – Hedersledamot i Yrkestrubadurernas förening